# لرده (دشتستان)
لرده، روستایی است از توابع بخش ارم در شهرستان دشتستان استان بوشهر ایران.

## جمعیت
این روستا در دهستان ارم قرار داشته و براساس سرشماری سال ۱۳۸۵ جمعیت آن ۴۶نفر (۹خانوار) می‌باشد.

## حماسه لرده
شیرزنان لَردِه در هنگامی که رئیسعلی دلواری و بسیاری از دلاوران و سرداران این سرزمین شهید و زخمی شده بودند با روحیه‌ای مردانه به مقابله با انگلیسی ها پرداختند؛ توانستند یگان نظامی آنها را در هم بکوبند و درسی فراموش نشدنی به آنان بدهند.
این بانوان در لحظاتی که نیروهای انگلیسی به پیروزی قطعی رسیده بودند و راه برگشت را در پیش داشتند با شلیک گلوله و شیوَن و هلهله از بالای کوهستان، انگلیسی هایی که در میانه راه در حال برگشت بودند را دچار رعب و وحشت کردند. 
این اقدام بانوان لرده‌ای که موجب کشته و زخمی شدن ۳۰۰ سرباز انگلیسی شده بود نظم نیروهای انگلیسی را از هم گسیخت و مجاهدان و مردان لرده ای از فرصت بدست آمده برای آزادی خویش بهره بردند و به این صورت نیروهای انگلیسی با شکست مواجه شده و عقب نشینی کردند.
در این ماجرا که رعب و وحشت بر نیروهای انگلیسی حکمفرما شده بود آنها تصور می‌کردند که نیروی جدیدی به آنها حمله کرده و نمی‌دانستند که این کار از  سوی ۶ و یا  ۱۰ شیر زن از زنان لرده ای انجام شده است.

## پوشاک محلی

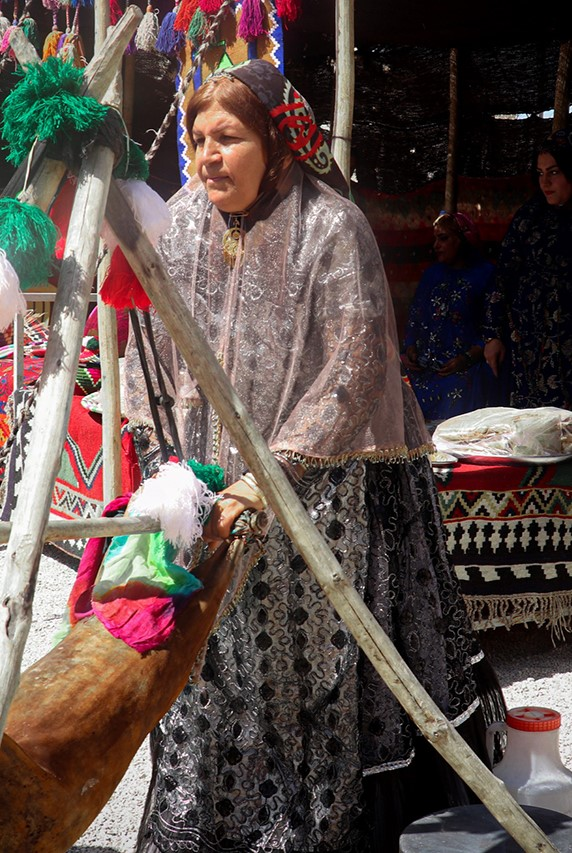
یک زن با پوشش محلی درحال تکان دادن مشک
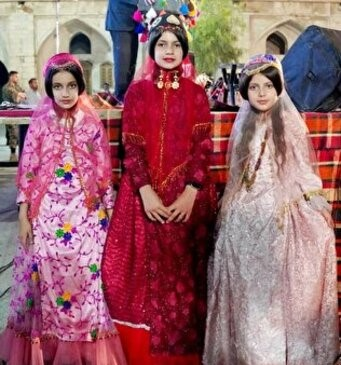
لباس زنانه که مشابه لرهای جنوبی و مردمان جم و ایل قشقایی می باشد.
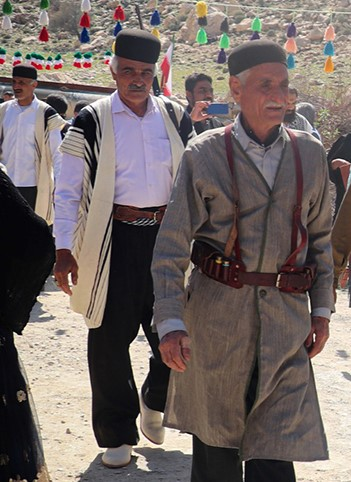
لباس مردانه شامل: چوقا، دبیت، شلوار، چقه زناره، شال و دلک یا شال و قبا که مشابه پوشاک مردمان یاسوج و ممسنی و ایل قشقایی و ایل بختیاری می باشند.